# Nordenfelt IV
Nordenfelt IV war das erste vom Russischen Kaiserreich georderte U-Boot, das jedoch nie übernommen wurde. Es war das letzte von dem englischen Ingenieur George William Garrett entworfene und von dem schwedischen Industriellen Thorsten Nordenfelt gebaute Unterseeboot. Es lief zeitgleich mit der Truppenbesichtigung anlässlich des Jubiläums von Königin Viktoria in Spithead vom Stapel. Woraufhin der russische Zar das U-boot sofort kaufen wollte.
Da die osmanische Marine mit der Nordenfelt II bereits über ein U-Boot verfügte und der Bau des zweiten, der Nordenfelt III, noch ausstand, orderte Russland auch ein U-Boot bei Nordenfelt. Es war mit 38,10 m Länge 8 m länger als die osmanischen Schiffe, nach anderen Quellen sogar 59 m. Als Antrieb dienten zwei Vierfach-Expansionsmaschinen mit doppelter Dampfdehnung mit insgesamt 1200 PS. Der Dampf wurde in zwei Kesseln erzeugt. Da im getauchten Zustand kein Dampf erzeugt werden konnte, gab es zwei Dampfspeicherbehälter. Die zwei Schornsteine konnten für die Fahrt unter Wasser umgeklappt werden.
Um die Lage des Bootes im Wasser zu stabilisieren, wurden im Gegensatz zu den vorherigen U-Booten die Ballasttanks in neun Kammern unterteilt. Als Bewaffnung wurden zwei Nordenfelt-Mitrailleusen und zwei Schwartzkopff-Torpedos mitgeführt. Das U-Boot sollte eine Geschwindigkeit von 15 Knoten erreichen und bis zu 30 m tief tauchen können. Mit einem Kohlevorrat von acht Tonnen sollte sie eine Reichweite von etwa 1000 sm haben. Für die Fahrt in halbgetauchtem Zustand verfügte die Nordenfelt IV über zwei Türme mit Glasluken, die gegen Maschinengewehrfeuer gepanzert waren.
Die Nordenfelt IV lief im März 1887 vom Stapel. Die Trimmung des U-Boots war fehlerhaft berechnet und so lag das Heck etwa 1,40 m tiefer im Wasser als der Bug. Dies wurde durch Ballast im Bug ausgeglichen, wodurch das Boot jedoch tiefer im Wasser lag und somit langsamer wurde. Nach ersten Tests bei Southampton sollte das Boot im November 1888 nach Russland in Begleitung der Jacht Lodestar Richtung Kronstadt überführt werden. Bei Jütland lief es bei Ebbe auf eine Sandbank und wurde beschädigt. Russland verweigerte die Annahme und die Bezahlung. Dies war ein herber Verlust für Thorsten Nordenfelt. Die Nordenfelt IV wurde verschrottet und das U-Boot Programm eingestellt.

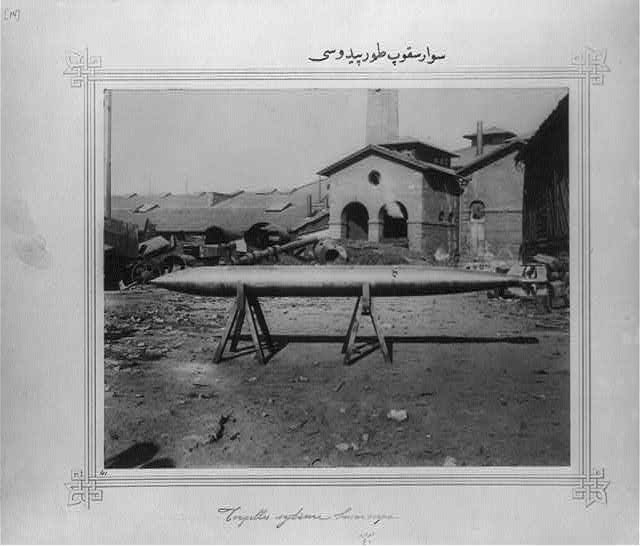
Schwartzkopff-Torpedo, mit denen Nordenfelt IV ausgerüstet war